# Krigsåret 1815

## Pågående krig
- 1812 års krig (1812-1815)[1]
  - USA på ena sidan
  - Storbritannien på andra sidan

- Napoleonkrigen (1803 - 1815)[1]
  - Frankrike under Napoleon I på ena sidan
  - Ryssland, Österrike, Storbritannien, Preussen, Sverige med flera på andra sidan.

- Sydamerikanska självständighetskrigen (1808-1829)
  - Spanien på ena sidan.
  - Sydamerikaner på andra sidan.

## Händelser

### Mars
- 20 mars - Napoleon återvänder till Paris, början av De hundra dagarna.

### Juni
- 16 juni - Slaget vid Quatre Bras.
- 18 juni
  - Napoleon I:s armé besegras i slaget vid Waterloo vilket innebär slutet på Napoleonkrigen.
  - Slaget vid Wavre som Frankrike vinner utan nytta.

### Fotnoter
1. 1 2  ”World Statesmen”. http://www.worldstatesmen.org/WARS.html. Läst 28 juni 2011.